# NGC 3994
NGC 3994 је спирална галаксија у сазвежђу Велики медвед која се налази на NGC листи објеката дубоког неба.
Деклинација објекта је + 32° 16' 39" а ректасцензија 11h 57m 36,8s. Привидна величина (магнитуда) објекта NGC 3994 износи 12,7 а фотографска магнитуда 13,4. NGC 3994 је још познат и под ознакама UGC 6936, MCG 6-26-59, CGCG 186-74, KCPG 311B, ARAK 337, VV 249, ARP 313, KUG 1155+325A, PGC 37616.